# Lichtenstein László
Homrogdi Lichtenstein László (Miskolc, 1875. június 1. – Miskolc, 1949. június 10.) földbirtokos, Borsod vármegye, egyben Miskolc főispánja.

## Családja
Iparos-bankár családba született. Édesapja Lichtenstein József (1837–1914) kereskedő, földbirtokos, politikus, anyja nagyéti Darvas Malvin (1855–1930) volt. Az apai nagyszülei idősebb Lichtenstein József (1802–1852) miskolci kereskedő, és Skargay Rozina (1806–1869) voltak. Az anyai nagyszülei nagyréti Darvas Imrének (1822–1901), Abaúj, majd Abaúj-Torna vármegye főispánja, valamint négyesi Szepessy Malvin (1838–1880) voltak. Darvas Imréné Szepessy Malvin szülei négyesi Szepessy László (1797–1853), Borsod vármegye alispánja, földbirtokos, és ragyolczi Csoma Terézia (1809–1867) voltak.
Lichtenstein László családjának a vagyonát az apai nagyapja, a szintén miskolci születésű Lichtenstein József (1802–1852) teremtette meg, aki kereskedőként szerezte vagyonát (egyetlen boltjából kinőve övé lett a környék legnagyobb vaskereskedő üzlethálózata), majd 1845-ben társalapítója volt a Miskolczi Takarékpénztárnak, amely a kiegyezésig a város egyetlen pénzintézete volt, emellett több társaság részvényese, társtulajdonosa is volt. László apja 1867-ben társalapítója volt, később elnöke lett a Miskolczi Hitelintézetnek, emellett évtizedekig ipari üzemek igazgatósági tagja, a törvényhatósági bizottság tagja is volt. Szabadelvű, a század végén kormánypárti politikusként politizált. Történetíróként is ismert, többek között megírta Miskolc királyi városságának történetét, azaz a törvényhatósági jog kivívásának a küzdelmeit.
Lichtenstein József földbirtokos, miskolci nagykereskedő 1902. január 29-én magyar nemességet, valamint a "homorogdi" nemesi előnevet szerezte meg adományban I. Ferenc József magyar királytól. Halála után utcát neveztek el róla, amit 1950-ben Ady Endre utcára változtattak.

### Házassága
1899. február 28-án Miskolcon, vette feleségül Bartányi Ilona (Miskolc, 1878. március 15.) kisasszonyt, akinek a szülei Bartányi Gyula (1847–1921), ügyvéd, és Kubacska Anna (1853–1898) voltak. Lichtenstein Lászlónak Bartányi Ilonától egy Lichtenstein  Márta (1898–1961) nevű lánya született, aki Bárczay János államtitkár, országgyűlési képviselő felesége lett.

## Pályafutása

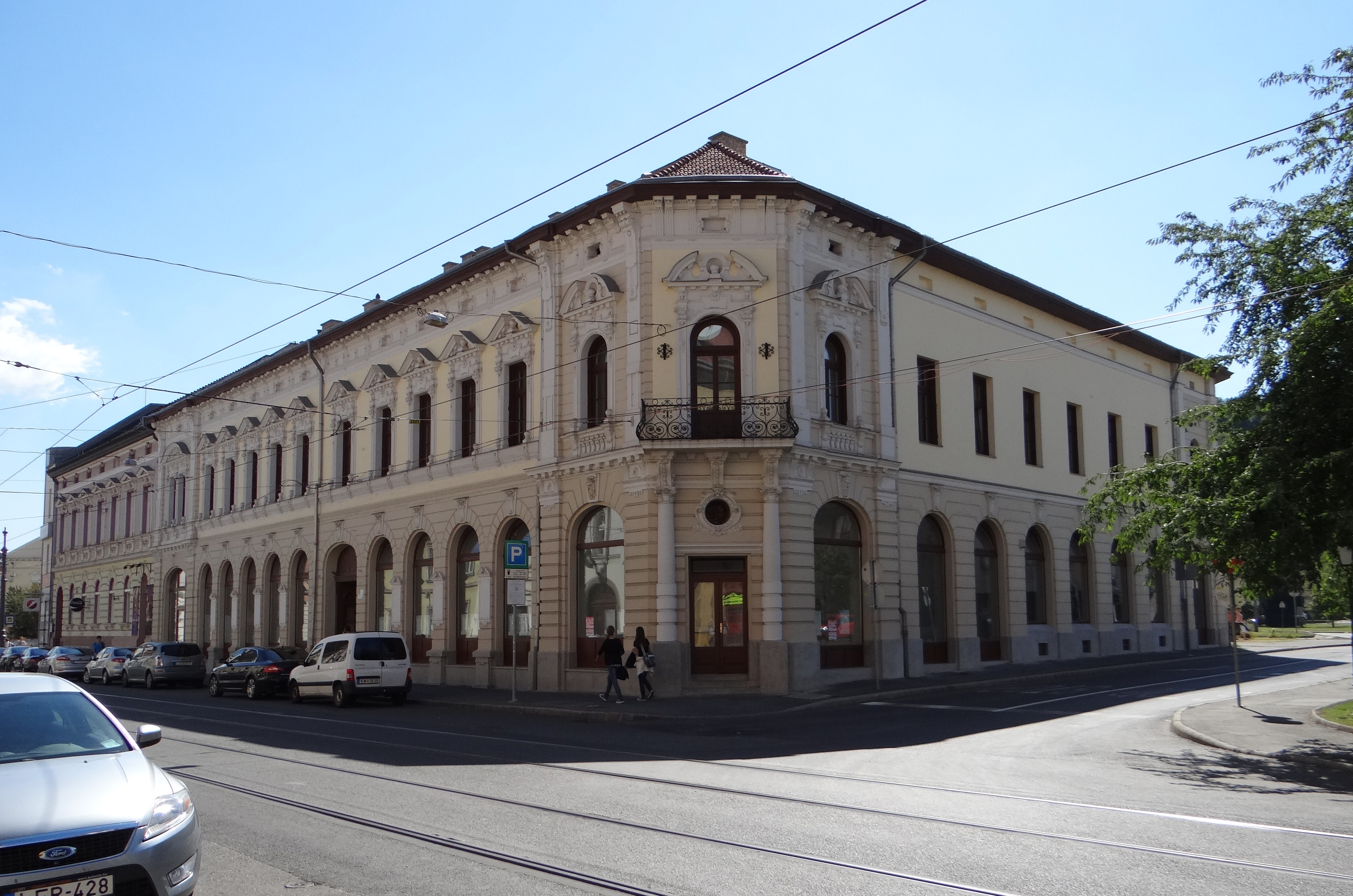
A Lichtenstein-palota (Hunyadi utca 5.)

Lichtenstein László háromszor volt Miskolc főispánja. Első megbízatását 1920-ban kapta Teleki Pál kormányától, de ezelőtt pár hónappal már Miskolc kormánybiztosa is volt, Horthy Miklós megbízásából. A beiktatási ünnepsége – feltehetően a Trianon utáni hangulat miatt – igen rövid és visszafogott volt. Beszédében maga is csak röviden utalt arra, amit „néhány hónappal ezelőtt kormánybiztosi székfoglalómban körvonalaztam”. Megbízatása 1922-ig tartott, a júniusi nemzetgyűlési választások után maga mondott le. Munkásságára a Miskolczi Napló 1922. szeptember 21-i, a távozó politikust méltató számában megjelent írásból lehet következtetni: „Lichtenstein László több mint két évig volt Miskolcz város főispánja a legnehezebb időkben, kiéleződött politikai és társadalmi harcok idején, amelyek Miskolczon – és ebben része van mérsékletet tanusitó, kiegyenlitődést óhajtó politikájának is –szélesebb hullámgyürüket sohasem vetettek. Nyugodt mérséklete és a város iránt mindig megtartott figyelmes érdeklődése sok eredményt hozott a városi közérdeknek, melyért mindenkor áldozatkészen állt sikra felsőbb helyeken is.”

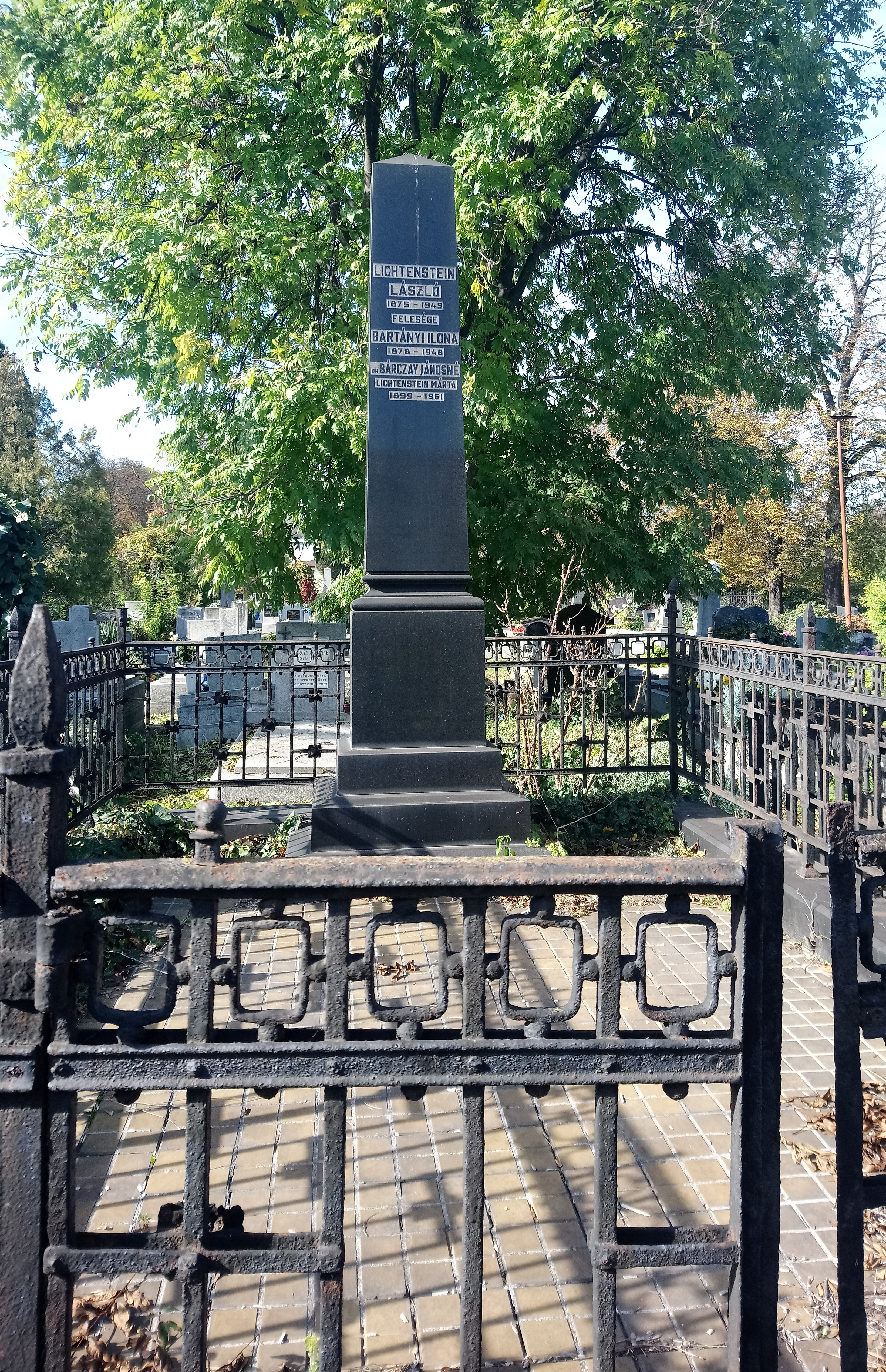
Lichtenstein László sírja a Mindszenti temetőben

Második főispáni időszakára 1932 és 1935 között, Hodobay Sándor polgármestersége idején került sor. Az immár díszes beiktatási ünnepségre még rangos kormányküldöttség is érkezett Miskolcra, Gömbös Gyula miniszterelnök vezetésével. A főispán beszédében kitért – többek között –  a „kultúrszínvonal” emelésére, a takarékosság szükségességére, a közigazgatás fejlesztésére, a „testvéri jó viszonyra” a vármegyével, az együttműködésre a pártokkal stb. Utóbbi tervei – az aktuális politikai viszonyok miatt – nem nagyon valósultak, valósulhattak meg. A Nemzeti Egység Pártja Miskolcon bontott zászlót, és a párt programját Lichtenstein ismertette, és országzászlót avatott a Népkertben. Ez az első Miskolci Hét rendezvénysorozat része volt, és ennek keretében avatták fel Lévay József szobrát is a Deák-tér mellett. Az országos politika alakulása, az 1935-ös képviselőválasztás Miskolcon is feszült hangulatot teremtett. Ezt tetézte még az is, hogy a városháza néhány munkatársa visszaéléseket követett el, aminek következtében – bár nyilvánvalóan vétlen volt – Hodobay polgármester lemondani kényszerült, és a főispán sem állt ki mellette. Végül ennek folyománya volt az is, hogy a kormányzó, a belügyminiszter javaslatára és saját kérelmére, 1935. november 30-án (napra pontosan a három évvel korábbi kinevezésére) felmentette a főispánt, és ebből az alkalomból számára – a Felsőmagyarországi Reggeli Hírlap szerint – „buzgó és eredményes szolgálatai elismeréseül a II. osztályu magyar érdemkeresztet adományozta”. Utódja Lukács Béla lett, akit 1938 decemberében földművelési államtitkárrá neveztek ki.
Lukács Béla távozása után Lichtenstein László harmadszor is főispán lett, beiktatása 1938. december 18-án volt, és 1944-ig volt hivatalban. Működése a város történetének nehéz, bonyolult, a háborús időszak tragikus időszakára esett. Érdekes párhuzam, hogy míg második főispánsága idején a Nemzeti Egység Pártjának alakulásában működött közre, addig most az új kormánypárt, a Magyar Élet Pártja alakulásakor asszisztált (a párt Miskolcon 1939. március 5-én bontott zászlót). Az új párt a módosított választási törvénynek köszönhetően simán győzött (a vármegye listáján két mandátum lett az övék, egy a kisgazdáké). A választások utáni politikai csörtéket követően, 1939. szeptember 1-jén kitört a második világháború, ami a város történetében is új fejezetet nyitott: a főispán gyakorlatilag visszavonult a nyilvánosság elől, annál többet szerepelt viszont a megyei főispán, a szélső jobbos Borbély Maczky Emil, aki – országmozgósítási kormánybiztosként is – a történések egyik fő mozgatójává lett. A város életében egyre meghatározóbbá vált a háborús gazdálkodás előretörése, ami az ipari üzemek (főleg a diósgyőr-vasgyári gyárak) termelésére hatott pozitívan. Negatív hangulatot okoztak viszont a katonai sorozások, az internáló táborok létesítése, a „közérdekű munkaszolgálat” bevezetése. A jobbra tolódást jelezte Szlávy László polgármesteri kinevezése is 1943-ban. A beiktatást még Lichtenstein vezényelte le, de 1944-ben, a március 19-én bekövetkező német megszállást követően (március 18-án még Kossuth Lajos, Miskolc első díszpolgára halálának 50. évfordulójáról emlékezett meg város), harmadszor is lemondott főispáni rangjáról. 1949. június 10-én hunyt el, temetése két nappal később, 1949. június 12-én zajlott le. Sírja Miskolcon, a Mindszenti evangélikus temetőben található.